# Eruguera capgrisa
L'eruguera capgrisa (Edolisoma schisticeps) és una espècie d'ocell de la família dels campefàgids (Campephagidae).

## Hàbitat i distribució
Habita els boscos de les illes Misool i Salwati, a les Raja Ampat, Nova Guinea, excepte el sud-est i l'arxipèlag D'Entrecasteaux.